# 自転車部隊

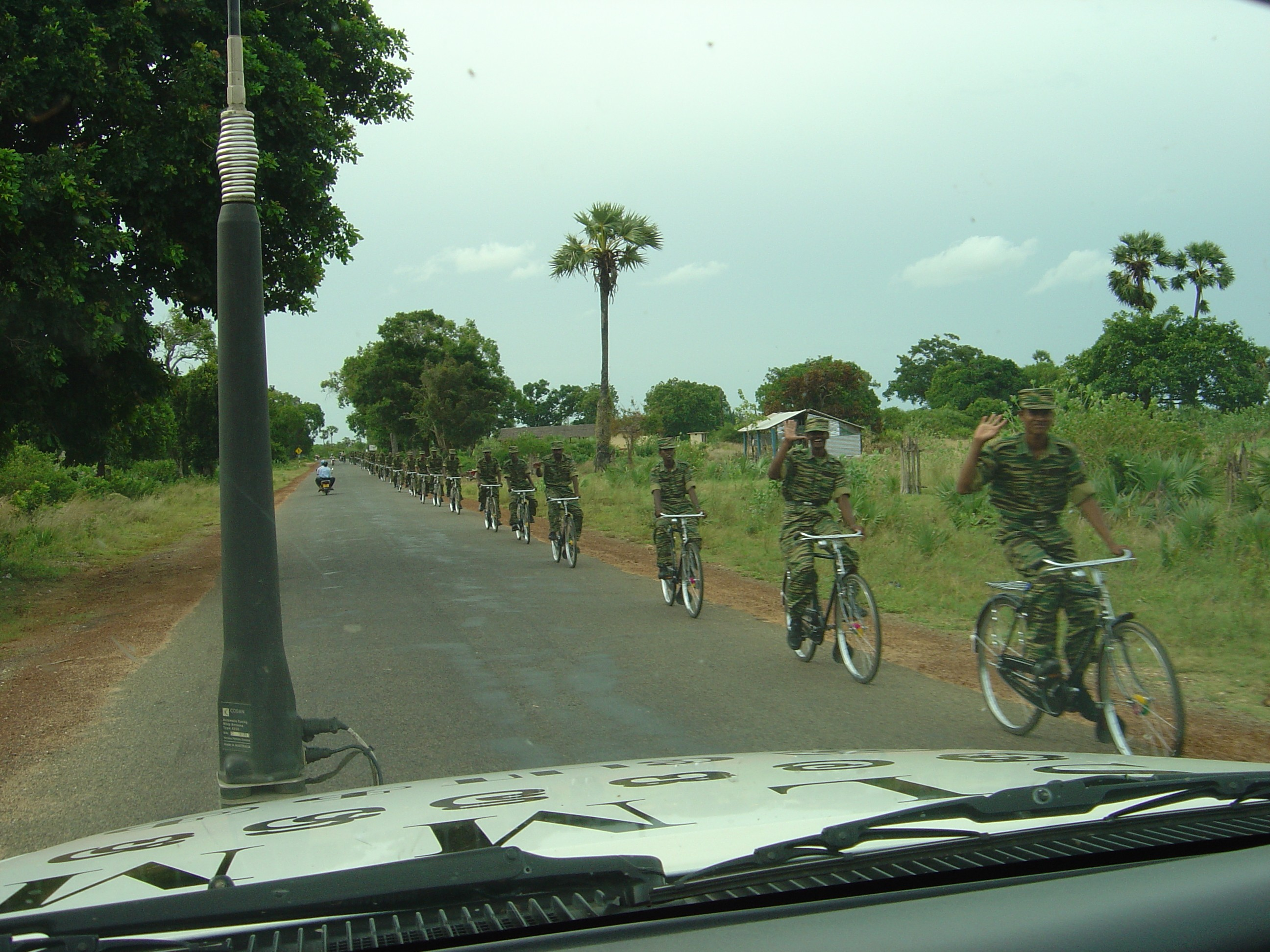
武装組織「タミル・イーラム解放のトラ」の自転車部隊。（2004年）

自転車部隊（じてんしゃぶたい）とは、自転車を移動手段として装備した陸上戦闘部隊のことである。日本陸軍のものは銀輪部隊と呼ばれた。

## 概要
自転車部隊は19世紀後期に出現して以降、簡易かつ比較的高速な移動手段として竜騎兵（乗馬歩兵）の代用、伝令などに世界中で使用された。現代は、先進国の軍隊では自転車兵を中心とした部隊は見られなくなっているが、国家の軍事組織が大規模な自転車部隊を持っている例として、北朝鮮が挙げられる。北朝鮮では、特殊部隊に山地や森林での使用を目的とした自転車部隊を設け、隠密性を生かして敵軍勢力下への浸透に用いるとしている。狙撃兵や軽歩兵部隊の移動手段にも自転車の利用拡大を計画しているという。スリランカも、コロンボの駐留部隊として自転車部隊を保有している。国家以外の武装勢力では、スリランカのタミル・イーラム解放のトラ（LTTE）が自転車部隊を整備しているのが確認されていた。ただし、LTTEはスリランカ政府軍との戦闘で、2009年5月までに壊滅状態に陥っている。

## 長所と短所
自転車部隊を徒歩の歩兵と比べた場合、平地での移動速度が大幅に優れている。またより多くの物品を携行することができる。馬を利用する騎兵や自動車化歩兵に比べると、自転車自体の調達コストが安いのに加え、飼料や水、燃料を必要としないため維持や運用にかかるコストが安く、燃料や補修部品などにかかわる兵站を簡易にでき、出動に要する時間も短縮できる。軍馬のような調教は不要で、自動車に比べると生産も整備も低い工業水準で可能である。山岳地帯など複雑な地形での機動性も、下車して障害物を乗り越えるなど、自動車化部隊よりも柔軟な対応が可能である。走行騒音が小さく静粛性が高いのも長所である。馬のように鳴き声を上げたり、自動車のようにエンジン音を発生しないため、隠密性を要する偵察や特殊任務に向いている。
一方、移動に兵士の体力を消耗することは避けられず、自動車に比べると速度が遅く不整地の踏破能力に限りがあり、重装備も運べない。完全武装した兵士の酷使に耐えるためには、市販の自転車では強度が足らず特注車が必要となる。防御力の面でも、装甲を持った乗り物ではなく兵士が露出しているため脆弱である。騎兵や自動車化歩兵は乗馬・乗車したままでも戦闘を行えるが、自転車部隊ではこれが困難である。自動車の普及が進み、調達・運用コストが低下した後には、自動車化歩兵のほうが一般には有利ということになった。

## 歴史

### 誕生
19世紀にドライジーネやペニー・ファージングといった黎明期の自転車が発明されてすぐ、自転車の軍用利用の可能性は考えられていた。伝令や偵察への利用が検討され、普仏戦争では伝令用として実戦使用もされた。1879年のアメリカ陸軍を皮切りに、欧州各国は自転車を制式兵器として採用しはじめた。しかし、安定性が低く、銃を背負った状態での運転も困難で、物資の搭載もできないなどの問題があり実用性は不十分だった。

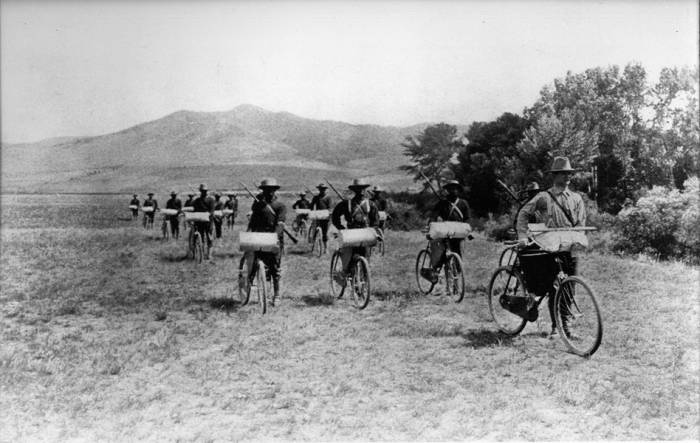
モンタナ州フォート・ミズーリ駐屯地で自転車演習中のアメリカ第25歩兵連隊。（1897年）

安全型自転車が完成した1885年以降に、自転車の軍事利用研究が本格的に始まった。さらに1890年代中ごろまでには衝撃吸収性に優れた空圧式タイヤと、短くて頑丈なフレーム、フリーホイール機構などが実用化されたことで、自転車の軍事利用が一挙に現実的なものとなった。安全型自転車の開発翌年の1886年には早くもフランス陸軍でいくつかの実験部隊が設置され、1895年には史上初の折り畳み自転車も試用している。イギリス陸軍は常備軍（Reguler Army）には自転車を配備しなかったものの、義勇軍（Volunteer Force）では1888年に最初の自転車部隊を編成した。自転車には過大な期待が寄せられ、機関銃や小型の大砲を搭載した自転車が試作されたり、イギリスでは槍を装備しての乗車突撃や、自転車を逆さに地面において車輪を空転させて敵騎兵を威嚇するといった戦術まで訓練された。
アメリカ陸軍ではバッファロー・ソルジャー部隊である第25歩兵連隊のジェームス・モス中尉が、1896年7月から、各種の自転車を装備した兵員を率いてモンタナ州で実用試験を開始した。最初は8人の志願者の訓練から始まり、翌年夏には20人の部下を連れて40日間、3200km近い長距離走行実験を行った。アメリカ陸軍は不整地での兵員輸送手段として自転車に注目し、第25歩兵連隊に路外行動の実用試験を行わせた。もっとも、自動車の実用化により、アメリカでは大規模な導入には至らなかった。
完成された自転車の最初の実戦例は、ボーア戦争期の南アフリカで起こったジェームソン事件での伝令としての使用である。事件に続く第二次ボーア戦争ではイギリス軍とボーア軍の双方が自転車を使用し、偵察や連絡、遊撃戦などを行った。中でもボーア軍のダニエル・セロン（Daniel Theron）率いるスカウト部隊「セロン偵察軍団」（Theron se Verkenningskorps,TVK）はイギリス軍を苦しめ、セロンの首には1000ポンドの懸賞金がかけられるほどであった。また、鉄道警備用にタンデム型の軌道自転車も使用された。

### 第一次世界大戦

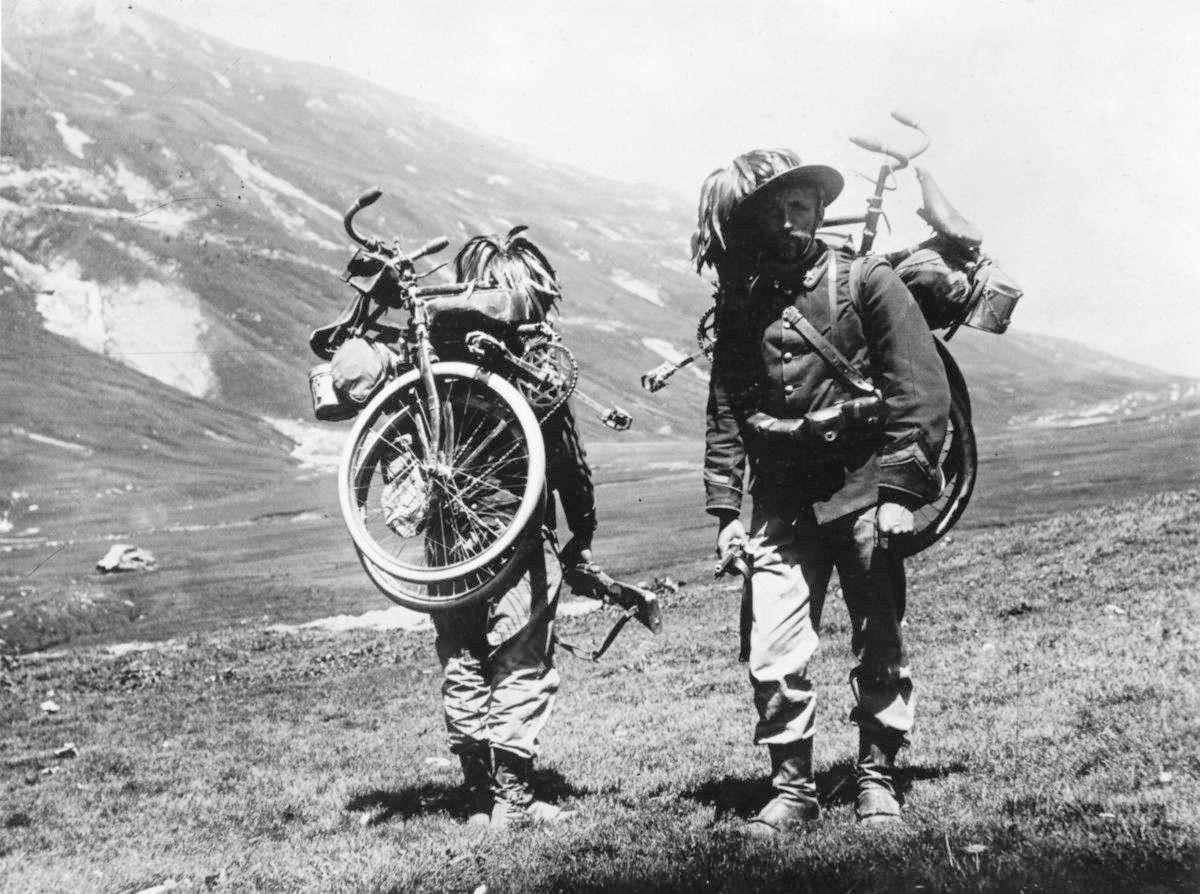
第一次世界大戦中のイタリア軍ベルサリエリ部隊。

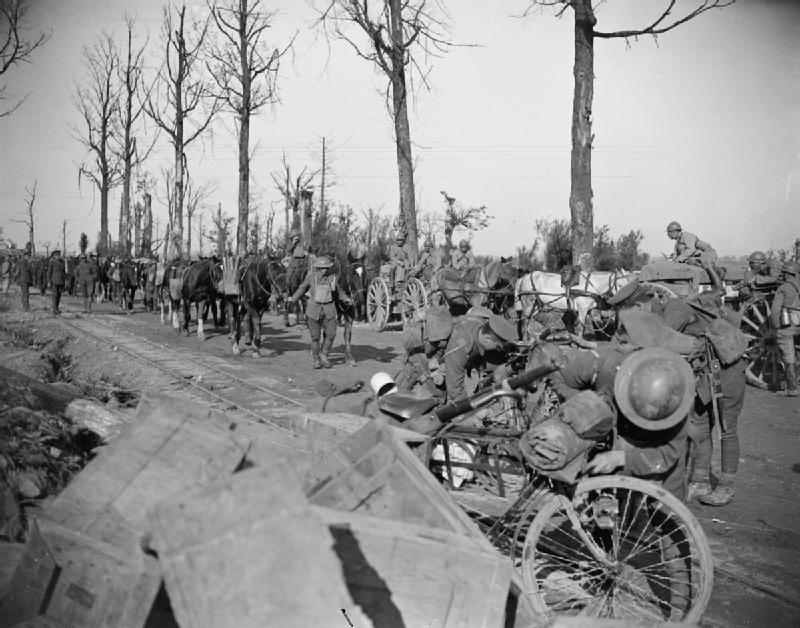
西部戦線のイギリス第36師団自転車中隊。（1918年）

第一次世界大戦では、自転車化歩兵、偵察、連絡、救急搬送など多様な自転車部隊が各国で使用された。ただし、戦前に考えられていた乗車突撃による追撃戦などの騎兵的な攻撃戦術は、本物の騎兵同様に塹壕戦を中心とした戦場には適合せず、活用された例は無かった。タンデム型や三輪型の自転車なども失敗作であることが明らかになり、軍用としては姿を消すことになった。
ドイツ陸軍は、開戦時から各猟兵大隊に1個の自転車中隊を有しており、その後の増設と合わせて終戦までに80個の自転車中隊を編成した。その一部を集めた自転車大隊も8個が誕生した。
イタリア陸軍も12個のベルサリエリ連隊に各1個大隊の自転車部隊を保有し、機動力のある歩兵部隊として使用した。ベルサリエリには折り畳み自転車が配備されており、山岳地帯などで必要に応じて背負って移動することが容易だった。ベルサリエリの自転車部隊は、第一次世界大戦後に快速師団（機械化騎兵師団）などに組み込まれて、自動車化歩兵の代わりに警戒、偵察用などとして存続した。
イギリス陸軍では、義勇軍を再編した国防義勇部隊（Territorial Force）に14個の自転車大隊を持ち、第一次世界大戦に臨んだ。1915年にはその管理組織として陸軍自転車兵軍団（Army Cyclist Corps）を設置するとともに、12個以上の自転車大隊をヨーマンリー連隊の人員から増設した。本土防衛を主任務とする国防義勇部隊の所属だったため、基本的に本国の沿岸警備に使用された。ただし、いくつかの特設自転車中隊が西部戦線へ派遣されて常備軍師団の指揮下で活動し、一部では軍団直轄の集成自転車大隊として運用された。海外派遣された自転車部隊は主に予備隊として、歩兵部隊の戦術移動後の穴埋めに使用された。あまり直接戦闘に参加することはなく、戦闘になった場合には脆弱であった。路外行動による故障で機材の損耗も激しく、次第に通常の歩兵部隊に改編されてしまった。国防義勇部隊の建制の自転車大隊のうちいくつかも、通常の歩兵に改編の上、ロシアなどに派遣された例がある。以上のような実戦経験の結果、イギリス陸軍は自転車部隊は無用であると判断し、1919年に自転車兵軍団を解隊、1922年までにすべての自転車部隊を通常の歩兵部隊に改編してしまった。

### 第二次世界大戦

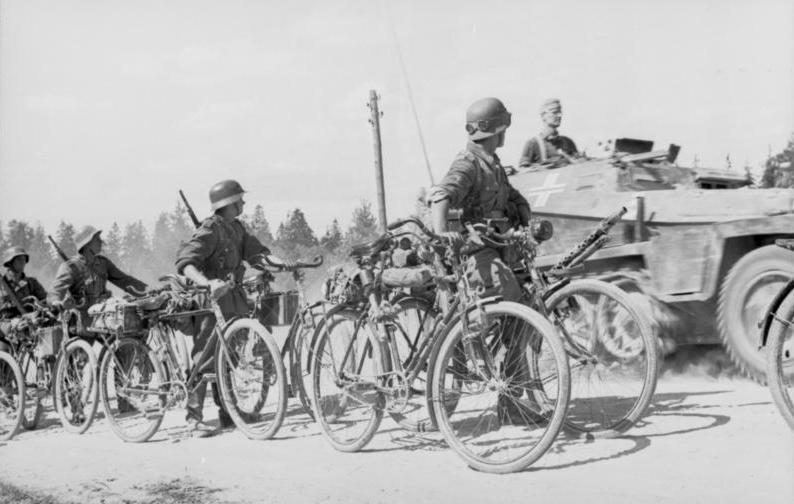
ラトビアで作戦中のドイツ軍自転車部隊。自転車にMG34軽機関銃、機関銃用弾薬箱、手榴弾を括り付けている。（1941年7月）

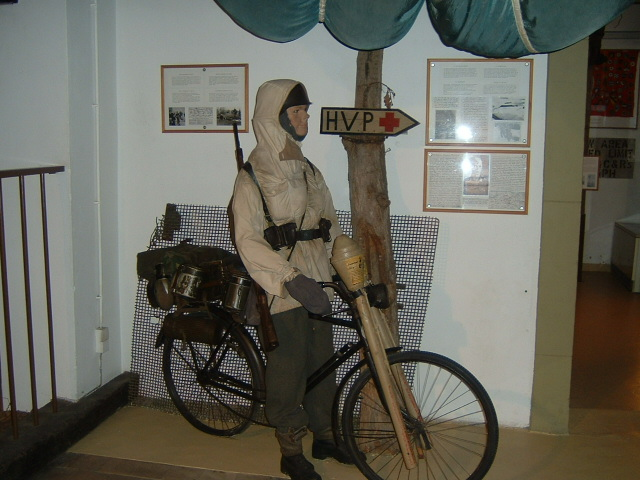
自転車に乗ったドイツ軍伝令兵を再現した人形。パンツァーファウストを携帯している。

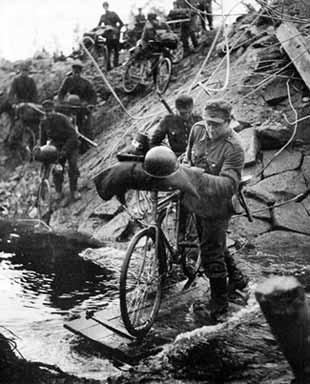
ラップランド戦争中、川を渡るフィンランド軍部隊。（1944年）

#### 枢軸国
自動車化が進みつつあった第二次世界大戦期にも、主に枢軸国陣営で自転車部隊は使用された。
イタリア陸軍は、前述のように快速師団などのベルサリエリ部隊が自転車を使用した。活動範囲は南はアフリカの第二次エチオピア戦争から、北は東部戦線に及んだ。同様の自動車化歩兵代用としての装甲部隊での自転車利用は、東欧の中小国でも見られた。
ドイツ陸軍は、伝令用に歩兵部隊に自転車を少数配備したほか、歩兵師団の偵察部隊として自転車部隊を使用した。まず、開戦時にあった騎兵連隊（2個大隊編成）は、うち1個大隊が自転車化されていた。その後に各師団に作られた偵察大隊には1～2個の自転車中隊が乗馬中隊と組み合わせつつ置かれたほか、一部の師団では対戦車装備を充実させた快速大隊（2個自転車中隊・2個対戦車中隊）となっている場合もあった。次第に自動車化が進められていったものの、燃料不足から自転車部隊が使用される場合もあった。ノルマンディー上陸作戦後のボカージュ地帯での戦闘では、数個の自転車大隊が街路樹や生垣などを対空遮蔽物に利用した機動戦を展開し、大きな成果を収めた。東部戦線での治安任務にも自転車部隊は欠かせない存在で、警備任務の部隊にはまとまった自転車が配備された。このほか大戦末期に編成された国民擲弾兵師団には、1個大隊の自転車大隊が含まれ、機動予備部隊として使用された。民兵である国民突撃隊にも自転車装備のものがあり、しばしばパンツァーファウスト2発を装備して対戦車戦闘に駆り出された。
日本陸軍は、日中戦争中から約50,000台の自転車を軍用に使用していた。太平洋戦争初期の南方作戦でも、マレー半島の攻略などに自転車部隊の機動力が重要な役割を果たした。その活躍から銀輪部隊の愛称も生まれた。（詳細は銀輪部隊を参照）
フィンランド軍は、継続戦争及びラップランド戦争で自転車部隊を活用した。猟兵大隊や師団以下で編成された機動部隊の移動手段として自転車を使用し、1942年から1944年の間は各歩兵連隊の装備品にも自転車が加えられていた。これらの自転車部隊は、フィンランド軍の進撃時には先鋒部隊として活躍し、防衛局面では機動予備として救援や反撃に用いられた。中でも継続戦争中の1941年には、自転車化された第1猟兵旅団が、戦車大隊と対戦車大隊の配属を受けて侵攻作戦を行い、道路整備が不十分な地域での素早い進撃を成功させた。ラップランド戦争時にも、ドイツ軍の橋梁破壊のために戦車隊が立ち往生する一方で、自転車部隊は容易に渡河して前進できた。なお、冬季には移動手段をスキーへと変更していた。

#### 連合国・中立国
自動車化が比較的進んでいた連合国側では、空挺部隊向けの折り畳み自転車などの特殊用途のほか、後方地帯での連絡用などに限定的に使用されただけだった。具体例としては1942年にフランスのSaint-Jouin-Brunevalで行われたヴュルツブルク・レーダー調査のための空挺作戦で、折り畳み自転車が実際に使用されている。
中立国のスウェーデン軍は、1939年時点で6個の自転車連隊を保有していた。その装備用として、数種の国産軍用自転車が開発されていた。
スイス軍も、1891年以来自転車部隊を使用し、第二次世界大戦時も大規模な自転車部隊を保有していた。歩兵部隊の側面援護や、戦略拠点の警戒などが任務とされていた。装備している自転車は、本体重量25kgもある頑丈な専用車だった。

### 戦後
第二次世界大戦後は自動車化がますます進み、自転車を集中的に運用する自転車部隊は先進国ではあまり見られなくなっていった。例えば、スウェーデン軍の自転車連隊は1952年までには解隊された。スイス軍だけは、山がちな国土の特殊性などから戦後も長く自転車連隊を保有し続け、その廃止決定は2001年になってからである。スイス軍自転車連隊の最末期の編制は2～3個自転車大隊を基幹に、2個機械化対戦車中隊、迫撃砲中隊、衛生中隊から成る強力なものだった。対戦車ミサイルが装備され、後方警戒任務だけでなく対戦車任務も重視されていた。
他方で、開発途上国の軍隊や民兵組織では、自転車部隊がしばしば見られた。非正規戦・ゲリラ戦では、人力で比較的大量の物資を高速で輸送できる手段として重宝された。インドシナ戦争やベトナム戦争では、空襲を避けるのに適した輸送手段として、兵站用に大量使用された。ディエンビエンフーの戦いでヴォー・グエン・ザップは自転車6万台を動員し、自転車1台あたりに砲弾や米など200kg以上をつるして人力搬送を行いフランス軍を火力で圧倒し勝利した。ベトナム戦争ではベトコンは数十万台の輸送用自転車（手押し自転車）を駆使した。手押し自転車は1人で大量の荷物を運べるうえ、足場の悪いジャングル、例えば蔓植物で編んだ橋すらも渡ることができ、エンジン音も出さず米軍機が上空にあらわれたらすぐに藪の中に隠れられたので、ベトナム軍の勝利に貢献した。
2020年代ごろから電動自転車(E-bike)が急速に普及し、各国の軍隊では自転車よりも機動性が高く軍用モーターサイクルよりも静かで熱による探知されにくく軽量で扱いが簡単な電動自転車に対する注目が高まってきている。2022年のロシアのウクライナ侵攻ではウクライナ軍が対戦車ミサイルを搭載した電動自転車を使用してロシア陸軍の戦車を爆破する戦果を挙げているほか、ロシア陸軍の自転車が装甲車両を先導する姿が確認されている。

## ギャラリー

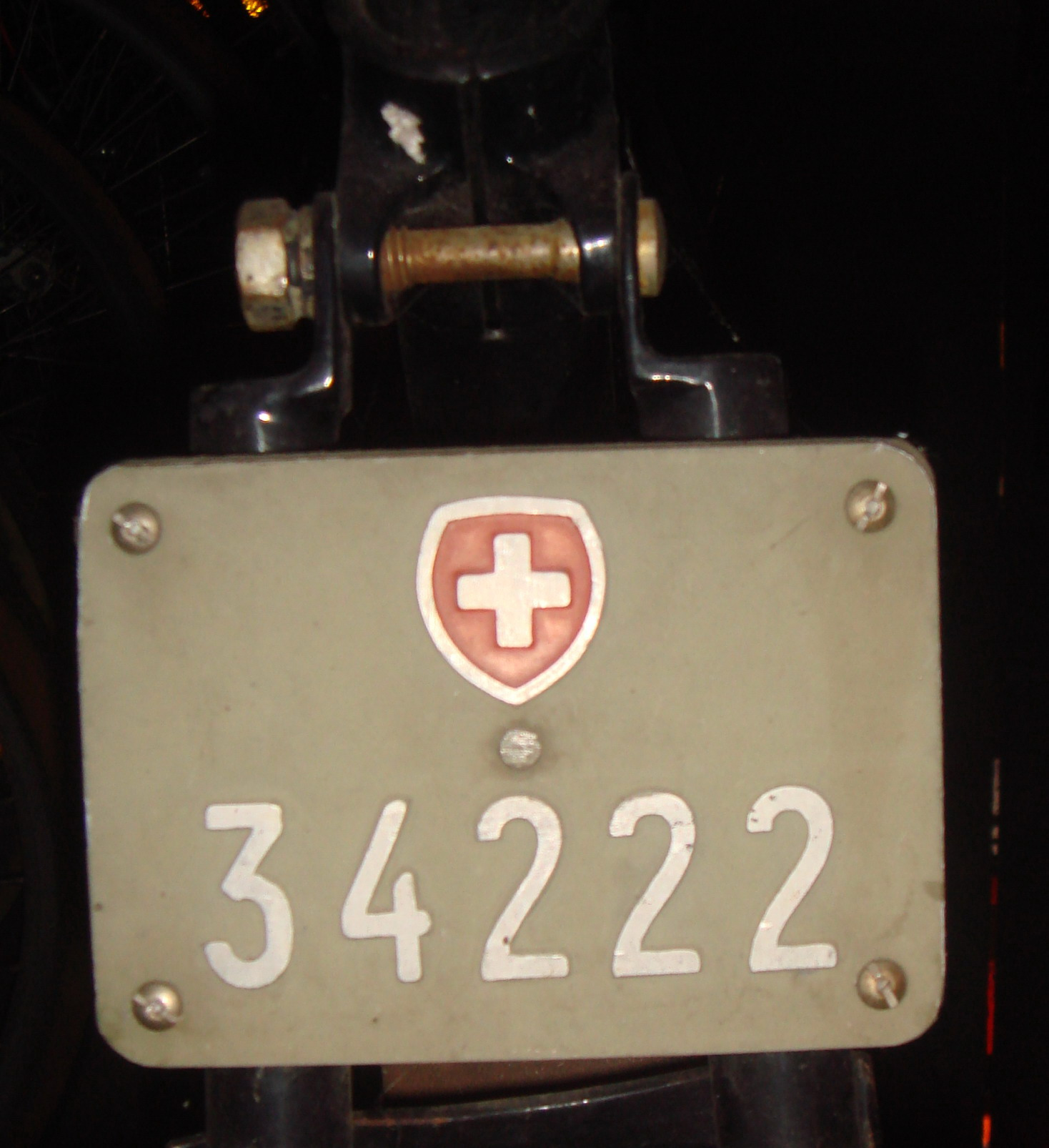
スイス軍用自転車のナンバープレート
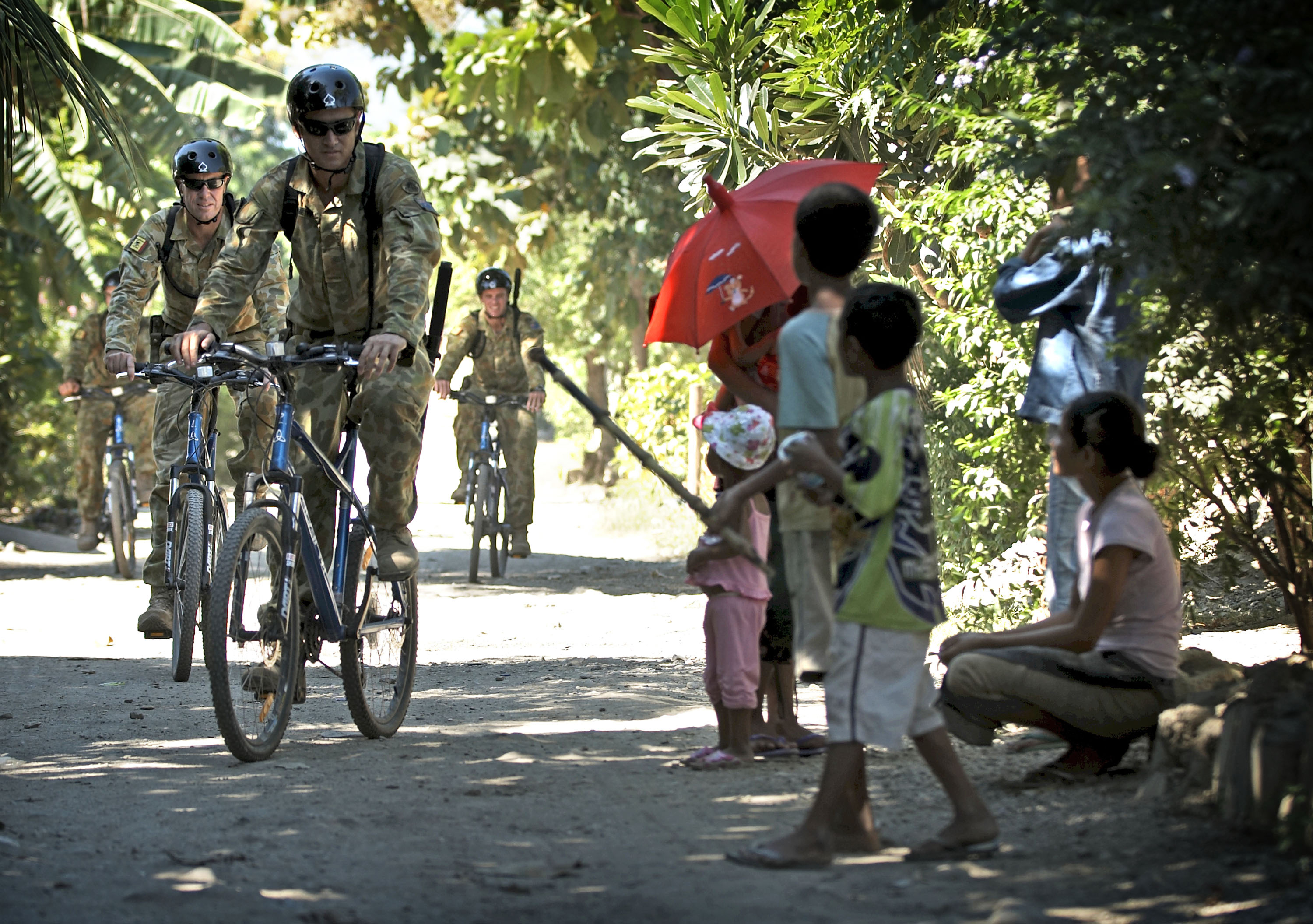
東ティモールを自転車で哨戒する、ISF（英語版）部隊のオーストラリア兵士

## 注記
1. ↑  NNA.ASIA 北朝鮮フォーカス（2009年6月18日閲覧）
2. ↑  松代、99頁。松代によると、このほかイタリア軍は各連隊に4両ずつの自転車を配備したとの情報があるが、あまり定かではないという。
3. ↑  松代、101頁。
4. ↑  Sutherland, Jonathan African Americans at war :an encyclopedia , ABC-CLIO, 2003, p.412.
5. ↑  松代、103頁。
6. ↑  この決定で、スイス軍自転車部隊は2003年までに廃止されることになった
Claire, Doole (2001年5月11日). “End of road for Swiss army cyclists” (英語). BBC News
7. ↑  松代、105頁。
8. ↑  兵頭 2024、p.212
9. ↑  兵頭 2024、pp.227-228
10. ↑  https://www.yahoo.com/news/ukrainians-e-bikes-mounted-missiles-blow-up-russian-tanks-175221749.html
11. ↑  David Axe (2024年12月5日). “ロシア兵、自転車で前線近くを突っ走る　装甲車引き連れ”. フォーブス ジャパン 2025年1月12日閲覧。